# Assemblée constituante du Pakistan

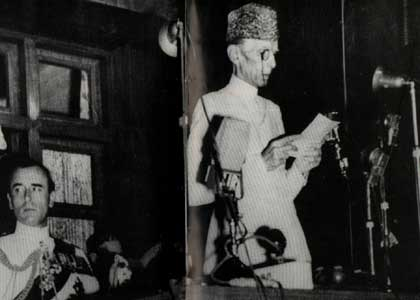
Muhammad Ali Jinnah s'adressant à l'Assemblée le 14 août 1947.

Vous lisez un « bon article » labellisé en 2020.
L'Assemblée constituante du Pakistan (en ourdou : پاکستانی آئین ساز اسمبلی) est l'organe parlementaire placé à la tête du pouvoir législatif du Pakistan au moment de la création de ce pays le 14 août 1947. Chargée de rédiger une constitution, elle a aussi le pouvoir de voter les lois et de contrôler l'action du gouvernement. Durant une période transitoire, le pays reste régi par les lois constitutionnelles issues du Government of India Act de 1935 et de la loi sur l'indépendance indienne de 1947 ; il conserve notamment le statut de dominion britannique jusqu'à la mise en place de la république par la constitution de 1956.
L'Assemblée constituante de 1947 est élue par les députés provinciaux du Raj britannique, dans les territoires ayant rejoint le Pakistan à l'issue de la partition des Indes. Elle compte autant de membres venant du Pakistan occidental que du Pakistan oriental. Elle est d'abord dominée par la Ligue musulmane, mais trois autres partis émergent ensuite : la Ligue Awami, le Front uni et le Parti républicain. Son premier président est le père fondateur du pays, Muhammad Ali Jinnah. 
Les députés de 1947 ne parvenant pas à s'entendre sur plusieurs sujets, en particulier la place de l'islam et surtout le partage du pouvoir entre les deux parties du pays, au bout de sept ans de négociations et après le rejet de plusieurs projets, l'Assemblée constituante est dissoute le 24 octobre 1954 par le gouverneur général Malik Ghulam Muhammad. Une seconde assemblée élue le 28 mai 1955 vote en janvier 1956 la première constitution du pays, qui entre en application le 23 mars 1956. Ce texte sera cependant abrogé à peine deux ans et demi plus tard à la suite du coup d'État du général Muhammad Ayub Khan. 

## Contexte

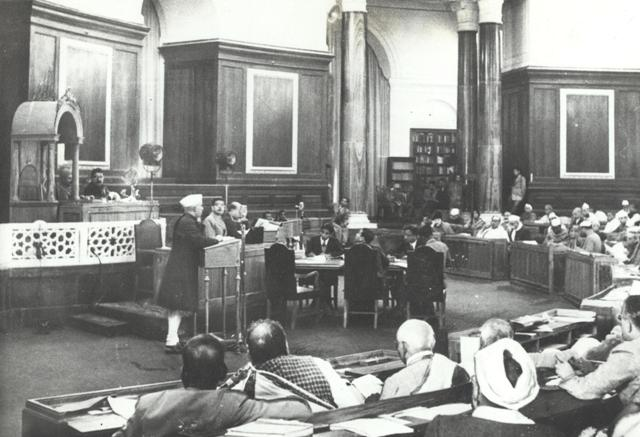
Nehru s'adressant à l'Assemblée constituante indienne en 1946, avant sa partition.

Sous le Raj britannique, les musulmans se sont progressivement organisés politiquement afin de faire valoir leurs intérêts. La Ligue musulmane fondée en 1906 entend porter des revendications identitaires et faire pression sur les autorités coloniales. Évoluant en parallèle du mouvement pour l'indépendance de l'Inde, le mouvement pour le Pakistan est mené par des élites musulmanes inquiètes de se voir marginaliser dans une future Inde démocratique et indépendante, où les hindous seront majoritaires. À compter de la résolution de Lahore en mars 1940, le mouvement commence à défendre la création d'un État séparé pour les musulmans. 
Lors des élections législatives tenues en 1945 pour l'assemblée constituante du Raj britannique, la Ligue musulmane gagne 425 des 496 sièges réservés aux musulmans, ainsi que près de 75 % du vote musulman,,, ouvrant la voie à la création du Pakistan après l'échec des négociations avec le Congrès national indien. La loi sur l'indépendance indienne de 1947 prévoit notamment la division de l'assemblée constituante entre les deux pays.

## Histoire

### Mise en place et composition

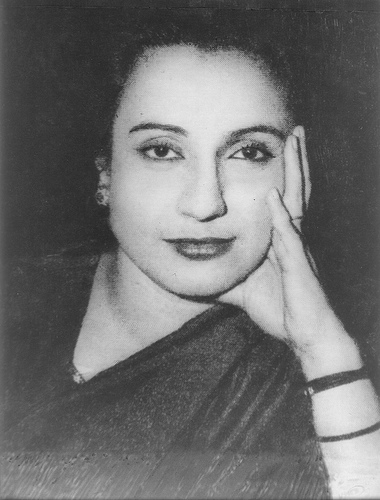
Shaista Ikramullah, l'une des deux femmes siégeant à la première assemblée.

L'Assemblée constituante du Pakistan se réunit la première fois le 10 août 1947 à Karachi, quatre jours avant la partition des Indes et la création du pays. Dès le 11 août, l'Assemblée élit Muhammad Ali Jinnah en tant que président de la chambre, poste qu'il cumule  avec celui de gouverneur général du Pakistan. Il sera remplacé à la tête de la chambre par Maulvi Tamizuddin Khan de 1948 à 1954, puis par Abdul Wahab Khan jusqu’à sa dissolution définitive. Cette assemblée se voit attribuer le rôle de créer la première constitution du pays, afin de mettre un terme au régime transitoire imposé par la loi sur l'indépendance indienne de 1947, selon laquelle le Pakistan est un dominion toujours officiellement rattaché à la couronne britannique. Entre-temps, l'assemblée détient également le pouvoir législatif et le gouvernement est responsable devant elle. 
L'Assemblée constituante est composée des membres devenus pakistanais de l'Assemblée constituante indienne élue en 1946 par les députés provinciaux issus des élections législatives de 1945. Au moment de la partition, ces membres ont pu choisir entre l'assemblée indienne ou pakistanaise. Composée de quarante élus du Pakistan occidental et quarante élus du Pakistan oriental, la chambre est logiquement largement dominée par la Ligue musulmane à ses débuts. Signe d'un pluralisme accru après le vote de la seconde assemblée constituante en 1955, on compte 20 élus de la Ligue musulmane, 16 pour le Front uni et 12 pour la Ligue Awami, avant l'émergence du Parti républicain qui va rassembler jusqu'à 21 élus. À l'ouest, 28 élus sont de grands propriétaires terriens et à l'est, 20 sont des avocats. La première assemblée compte deux femmes, dont Shaista Ikramullah.

### Travaux constituants

#### 1947 - 1951: sous Jinnah et Ali Khan

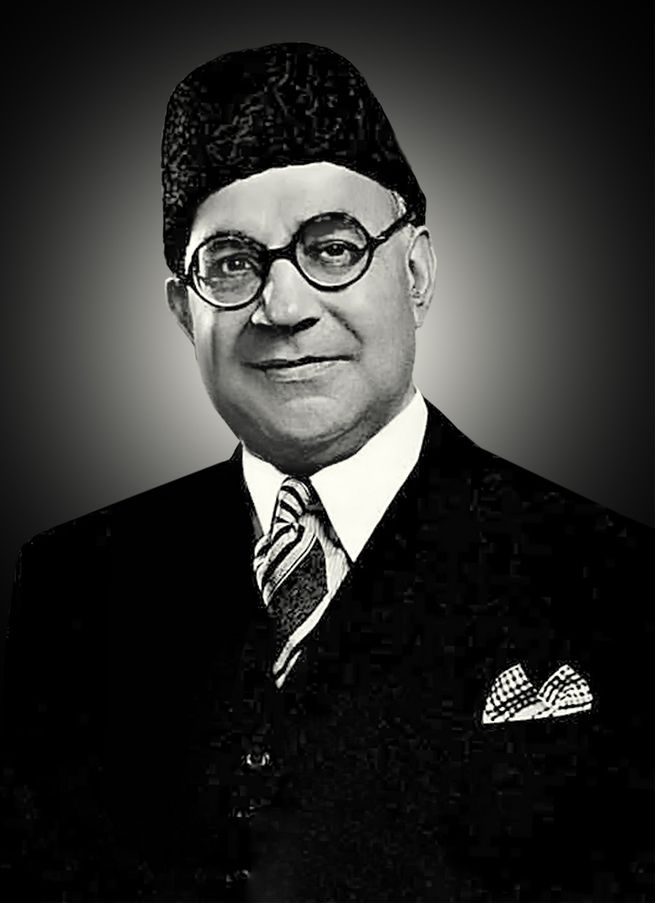
Le Premier ministre Liaquat Ali Khan en 1945.

Afin d'établir la Constitution, l'assemblée se dote de plusieurs comités parlementaires chargés de thématiques différentes. Les travaux constituants de l'assemblée sont particulièrement laborieux, alors que son président et gouverneur général du pays Muhammad Ali Jinnah est gravement malade dès la fondation du Pakistan. De plus, aucune vision précise du cadre légal de ce nouvel État n'a été théorisée en amont, si bien que même les éléments les plus basiques de la constitution restent à établir. Jusqu'à sa mort le 11 septembre 1948, Jinnah a surtout exprimé la nécessaire orientation démocratique et islamique de la première constitution, et penche également pour un régime présidentiel.
Le Premier ministre Liaquat Ali Khan mène les travaux de l'Assemblée après la mort de Jinnah. Le 12 mars 1949, il réussit à faire adopter par l'Assemblée l'Objectives Resolution qui entend fixer les valeurs fondamentales de la prochaine constitution. Les douze points prévoient notamment la démocratie, l’indépendance de la justice, la liberté et la justice sociale, « en accord avec les enseignements et prescriptions de l'islam ». Le texte prévoit aussi la liberté religieuse pour les minorités, mais rencontre l’opposition des quelques élus hindous de l'Assemblée,.
Après ce succès, l'Assemblée élit un comité des principes fondamentaux (Basic Principles Committe) de 24 membres pour rédiger la constitution. Liaquat Ali Khan présente un premier projet constitutionnel à l'Assemblée le 28 septembre 1950, mais celui-ci provoque la colère des élus bengalis qui se voient attribuer 20 % des sièges à la chambre haute pour leur province, alors qu'ils représentent presque la moitié de la population, selon un principe fédéral d'égale représentation des cinq provinces du pays. Ceux-ci contestent aussi le choix de l'ourdou comme langue nationale, et le Premier ministre doit retirer le projet deux mois plus tard,.

#### 1951 - 1953: sous Nazimuddin

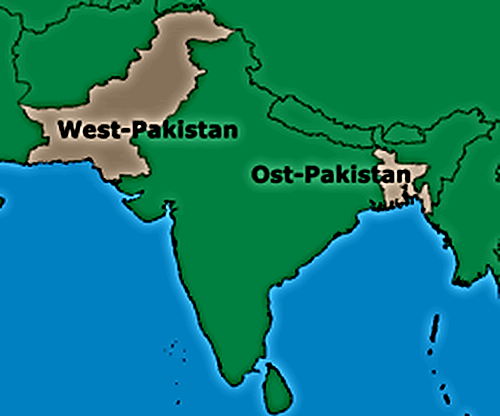
La division entre le Pakistan oriental et occidental est importante pour comprendre les enjeux.

Après l'assassinat de Liaquat Ali Khan le 16 octobre 1951, les travaux constituants sont chapeautés par le Premier ministre Khawaja Nazimuddin et le gouverneur général Malik Ghulam Muhammad, qui se disputent le leadership. Le 22 décembre 1952, le gouvernement soumet le rapport du comité des principes fondamentaux à l'Assemblée, proposant un régime fédéral et semi-présidentiel. Les aspirations bengalies sont mieux prises en compte, avec une représentation égale entre le Pakistan oriental et occidental à la chambre haute et la langue nationale n'est pas précisée. Le bicamérisme est égalitaire, sauf en ce qui concerne la confiance au gouvernement et le vote du budget, où l'Assemblée nationale est prépondérante. Par ailleurs, le texte prévoit un contrôle des lois selon les normes islamiques et le pouvoir des provinces est particulièrement limité. 
Le texte obtient des soutiens à l'est et parmi les oulémas, mais provoque plus de critiques. Les minorités religieuses y voient un régime islamique et plusieurs dirigeants à l'est, à l'instar de Suhrawardy et Mujibur Rahman refusent le bicamérisme. Les critiques les plus virulentes viennent surtout de l'ouest, où le Baloutchistan et le Pendjab craignent une marginalisation et la prédominance de l'est face à la partie occidentale du pays, moins homogène. Le gouverneur général porte le coup de grâce au projet et le Premier ministre doit le retirer le 21 janvier 1953, peu avant d'être limogé.

#### 1953 - 1954: la proposition de Bogra
Le 17 avril 1953, Muhammad Ali Bogra remplace Nazimuddin au poste de Premier ministre. Le 7 octobre 1953, il présente un nouveau projet à l'Assemblée en faveur d'un régime parlementaire, fédéral et islamique avec bicamérisme égalitaire. Le texte prévoit une faible représentation du Bengale oriental à la chambre haute, chacune des cinq provinces s'y voyant attribuer dix sièges. En contrepartie, l'est du pays est doté d'une bonne représentation à la chambre basse avec 165 sièges sur 300, en accord avec son poids démographique. Toutefois, en cas de désaccord entre les deux chambres, il est prévu qu'elles puissent se réunir en congrès. Dans ce cas, les deux parties du pays disposent d'une stricte parité. Enfin, le chef de l’État et le chef du gouvernement doivent être originaires des deux parties du pays. 
Cette proposition conciliante est accueillie favorablement, notamment par la presse. Le contrôle de la légalité islamique reste toutefois critiqué par les minorités religieuses qui y voient un déni de démocratie. Le 7 mai 1954, un amendement au projet prévoyant que l'ourdou et le bengali soient reconnus comme langues nationales est voté par l'Assemblée. Le 21 septembre 1954, l'Assemblée entérine le projet par 29 voix contre 11, avec l'Objectives Resolution de 1949 comme préambule. Une nouvelle réunion est prévue le 27 octobre pour présenter le projet final, avec une entrée en vigueur espérée le 15 décembre.

#### 1954 - 1956: dissolution, reconstitution et aboutissement

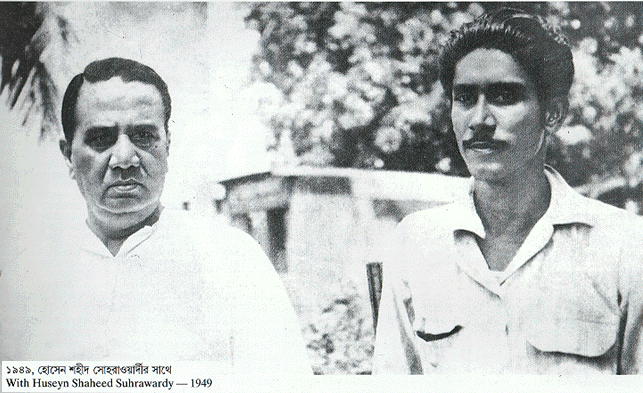
Les meneurs bengalis Suhrawardy et Sheikh Mujibur Rahman, membres de la Ligue Awami.

Cependant, le gouverneur général Malik Ghulam Muhammad s'inquiète de l'autonomie acquise par l'Assemblée constituante à son détriment, du poids accordé aux Bengalis dans le projet constitutionnel ainsi que son parlementarisme qui priverait le chef de l’État du pouvoir de démettre le gouvernement. Le 24 octobre, il dissout l'Assemblée constituante et déclare l'état d'urgence, en prétextant la « crise politique » quelques jours avant le vote final, avec le soutien du ministre de la Défense Muhammad Ayub Khan et d'Iskander Mirza. 
Le 13 avril 1955, le gouverneur général annonce la création d'une seconde Assemblée constituante, élue par les membres des assemblées provinciales. Le 30 septembre, celle-ci met en place le programme One Unit Scheme, consistant à fondre les quatre provinces de l'ouest en une seule, le Pakistan occidental, afin de créer une symétrie avec le Bengale oriental renommé Pakistan oriental. Le nouveau projet constitutionnel est présenté par le Premier ministre Chaudhry Muhammad Ali à l'Assemblée le 9 janvier 1956, voté le 29 février, promulgué par le gouverneur général le 3 mars et entre en application le 23 mars. L'Assemblée constituante ne se dissout pas pour autant, le temps que le pays se dote d'une assemblée élue par le peuple au cours d'un scrutin prévu pour le début de l'année 1959, mais qui ne se tiendra finalement jamais.
La Constitution de 1956 prévoit un régime semi-présidentiel, islamique et monocaméral où le président de la République peut dissoudre l'Assemblée nationale, démettre son Premier ministre et poser un veto sur les lois. L'Objectives Resolution de 1949 sert de préambule. Si le One Unit Scheme est au cœur de l'architecture constitutionnelle, les Bengalis se voient accorder des concessions dans le texte. L'autonomie des provinces est ainsi renforcée, les deux parties du pays disposent du même nombre d'élus à la chambre et l'article 214 prévoit que le bengali et l'ourdou soient les langues officielles,,.

### Rôle politique
Le temps d'adopter la première constitution du pays, l'Assemblée constituante joue le rôle d'un véritable parlement national, notamment en votant la loi et contrôlant le gouvernement. L'Assemblée a également pu modifier les lois constitutionnelles intérimaires en vigueur, à savoir le Government of India Act de 1935 et la loi sur l'indépendance indienne de 1947, pour permettre au pouvoir central de démettre un gouvernement provincial notamment. En juillet 1949, une proposition de réforme agraire introduite par des élus de la Ligue musulmane est rapidement rejetée par l'Assemblée. Le 26 janvier 1950, l'Assemblée adopte le Public and Representative Office Disqualification Act (PRODA) qui permet à un citoyen de porter plainte contre un ministre ou un élu accusé de corruption ou de favoritisme, mais cette loi est abrogée par la chambre en 1954.
L'Assemblée constituante va toutefois voir son rôle politique s'éroder au fil des années, de même que son influence sur le processus constituant. En effet, le régime parlementaire sous Liaquat Ali Khan va progressivement laisser place au pouvoir personnel du gouverneur général, notamment après l'arrivée au pouvoir de Malik Ghulam Muhammad le 19 octobre 1951. Ainsi, le Premier ministre Khawaja Nazimuddin est limogé en 1953 malgré ses soutiens à l'Assemblée constituante, événement qui selon le politologue français Christophe Jaffrelot marque un « tournant » qui « consacre l'essor d'un milieu hostile à la démocratie », à savoir une élite penjabie proche des militaires et craignant sa marginalisation face au poids démographique des Bengalis. Le 21 septembre 1954, l'Assemblée tente de reprendre la main avec un amendement interdisant au gouverneur général de démettre un Premier ministre bénéficiant de la confiance de la chambre, mais Ghulam Muhammad dissout l'Assemblée en réaction, décision validée par la justice.

## Suites
Il aura fallu près de neuf années à l'Assemblée constituante pour mettre au point la première constitution du pays, tandis que la Constitution de l'Inde entre en vigueur dès le 26 janvier 1950. Pourtant, la Constitution de 1956 ne réussit pas à résoudre les problèmes nationaux qui ont émergé lors de ces longs débats, dont le premier est la cohésion entre les deux parties du pays, séparées par près de 1 600 kilomètres de territoire indien. Le premier ministre bengali Huseyn Shaheed Suhrawardy qui entre en fonction le 12 septembre 1956, tente de rediriger les investissements vers l'est mais fait face à l'opposition des dirigeants de l'ouest. Il ne réussit pas non plus à contenter sa province qui demande une autonomie réelle le 3 avril 1957,.
La Constitution de 1956 ne réussit pas non plus à correctement arbitrer les relations entre le président de la République, qui dispose de forts pouvoirs, et le Premier ministre dont l'autorité repose sur l'Assemblée. Le rapport de force bascule rapidement en faveur du chef de l’État et Suhrawardy est contraint à la démission par le président Iskander Mirza. L'équilibre du pouvoir bascule clairement en faveur de l'ouest du pays.
La Constitution de 1956 est abrogée le 7 octobre 1958 à la suite d'un coup d'État mené conjointement par le président Iskander Mirza et le chef de l'armée Muhammad Ayub Khan, le second s'emparant de la totalité du pouvoir dès le 27 octobre, en s'appuyant sur l'instabilité politique. Le principal héritage de l'Assemblée constituante reste l'Objectives Resolution qui sera reprise en guise de préambule dans les constitutions suivantes. Le 1er mars 1962, le régime militaire fait adopter une nouvelle constitution de type présidentiel avec un suffrage indirect. Celle-ci sera de nouveau abrogée par la loi martiale le 25 mars 1969, ce qui n'empêche pas la tenue des premières élections directes et libres en 1970. L'Assemblée nationale qui en découle se réunit en 1972, peu après la sécession du Pakistan oriental qui devient le Bangladesh. La chambre se verra dotée de pouvoirs constituants sous le président Zulfikar Ali Bhutto, ce qui aboutira à la Constitution de 1973, toujours en vigueur depuis lors.